# منطقه جغرافیایی

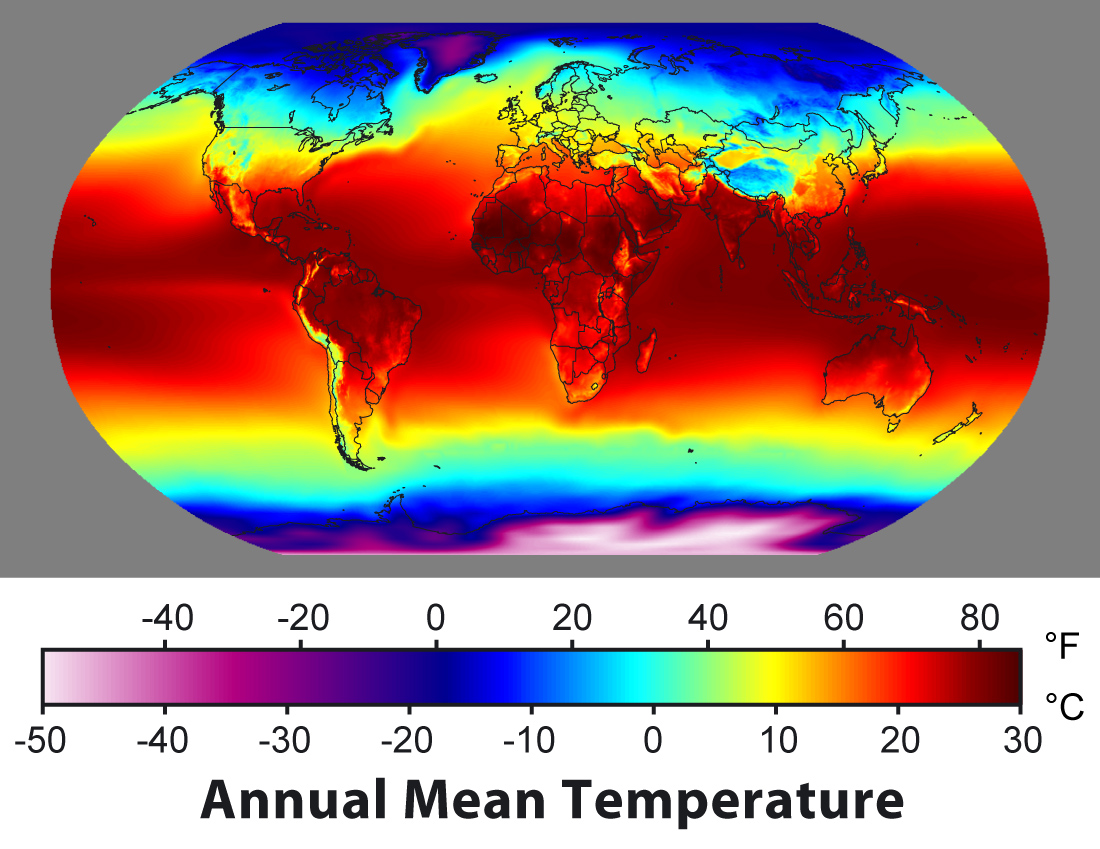
تقسیم‌بندی عمدهٔ عرض جغرافیایی: آب و هوای مناطق عمدهٔ جغرافیایی زمین نقشهٔ دمای متوسط سالانه به عنوان تابعی از مکان.

مناطق جغرافیایی زمین (به انگلیسی: Geographical zone) پنج منطقهٔ عرض جغرافیایی در سطح کره زمین هستند که پنج دایره یا مدار را در سطح آن تشکیل می‌دهند. این مناطق جغرافیایی، تقسیم‌بندی عمدهٔ عرض جغرافیایی هستند و تفاوت‌های بین آنها مربوط به آب و هوا است. آنها عبارتند از:
- منطقهٔ سرد شمالی، بین مدار شمالگان ۶۶٫۵ درجهٔ شمالی و قطب شمال ۹۰ درجهٔ شمالی است. این منطقهٔ جغرافیایی ۴٫۱۲ درصد از سطح زمین را پوشش می‌دهد.
- منطقهٔ معتدل شمالی، بین مدار رأس‌السرطان ۲۳٫۵ درجهٔ شمالی و دایرهٔ قطب شمال ۶۶٫۵ درجهٔ شمالی است. این منطقهٔ جغرافیایی ۲۵٫۹۹ درصد از سطح زمین را پوشش می‌دهد.
- منطقه گرمسیری، بین مدار رأس‌السرطان ۲۳٫۵ درجهٔ شمالی و مدار رأس‌الجدی ۲۳٫۵ درجهٔ جنوبی. این منطقهٔ جغرافیایی ۳۹٫۷۸ درصد از سطح زمین را پوشش می‌دهد.
- منطقه معتدل جنوبی، بین مدار رأس‌الجدی ۲۳٫۵ درجهٔ جنوبی و مدار رأس‌الجدی ۶۶٫۵ درجهٔ جنوبی. این منطقهٔ جغرافیایی ۲۵٫۹۹ درصد از سطح زمین را پوشش می‌دهد.
- منطقه منجمد جنوبی، از قطب جنوب دایرهٔ ۶۶٫۵ درجهٔ جنوبی و قطب جنوب ۹۰ درجهٔ جنوبی. این منطقهٔ جغرافیایی ۴٫۱۲ درصد از سطح زمین را پوشش می‌دهد.

بر پایهٔ میزان گسترش عرضی، کرهٔ زمین به سه منطقهٔ حرارت گسترده تقسیم شده است.